# Alexandre Markelbach
Pour les articles homonymes, voir Alexandre et Markelbach.
Alexandre Markelbach est un peintre belge né à Anvers le 7 août 1824 et décédé à Schaerbeek le 20 juillet 1906.
La commune de Schaerbeek a dénommé une de ses artères rue Alexandre Markelbach et il a habité chaussée de Haecht à Schaerbeek.

## Distinction
- Officier de l'ordre de Léopold (22 novembre 1884)[1].

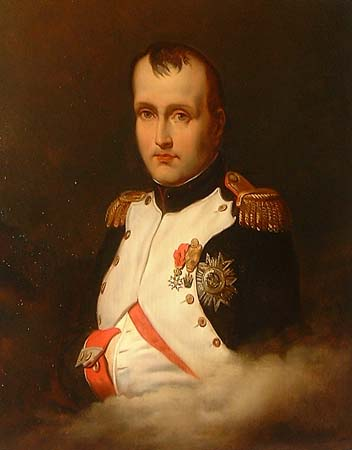
Napoléon
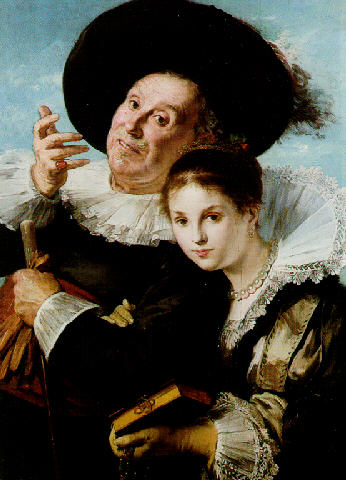
Le Tuteur, collection privée